# Catedral de São Basílio
A Catedral de São Basílio (em russo:  Собор Василия Блаженногo/Sobor Vasiliya Blazhennogo), é uma catedral ortodoxa russa erguida na Praça Vermelha em Moscou, Rússia, entre 1555 e 1561. Construída sob a ordem de Ivã IV da Rússia, para comemorar a captura de Kazan e Astracã, marca o centro geométrico da cidade e o centro do seu crescimento, desde o século XIV. Foi o edifício mais alto de Moscou até a conclusão do Campanário de Ivã, o Grande, em 1600.
O edifício original, conhecido como "Igreja da Trindade" e depois de "Catedral da Trindade", continha oito igrejas laterais dispostas ao redor do edifício central; a décima igreja foi erguida em 1588 sobre o túmulo do santo conhecido como Vasily (Basílio). Nos séculos XVI e XVII a catedral, considerada o símbolo terreno da "Cidade Celestial", era popularmente conhecida como "Jerusalém" e serviu como uma alegoria ao Templo de Jerusalém no desfile de Domingo de Ramos com a presença do Patriarca de Moscou e do czar.
O projeto do edifício, em forma de chama de uma fogueira subindo ao céu, não tem análogos no domínio da arquitetura russa: "É como nenhum outro edifício russo. Nada semelhante pode ser encontrado no milênio inteiro da tradição bizantina, do século V ao XV ... um estranhamento que surpreende pela sua imprevisibilidade, complexidade e beleza." A catedral antecipou o clímax da arquitetura nacional da Rússia no século XVII.
A catedral tem operado como uma divisão do Museu Histórico do Estado desde 1928. Foi completamente secularizada em 1929 e, em 2010, continuou a ser uma propriedade federal da Federação Russa. A catedral é parte do Kremlin e da Praça Vermelha, Patrimônio Mundial da UNESCO desde 1990.

## História

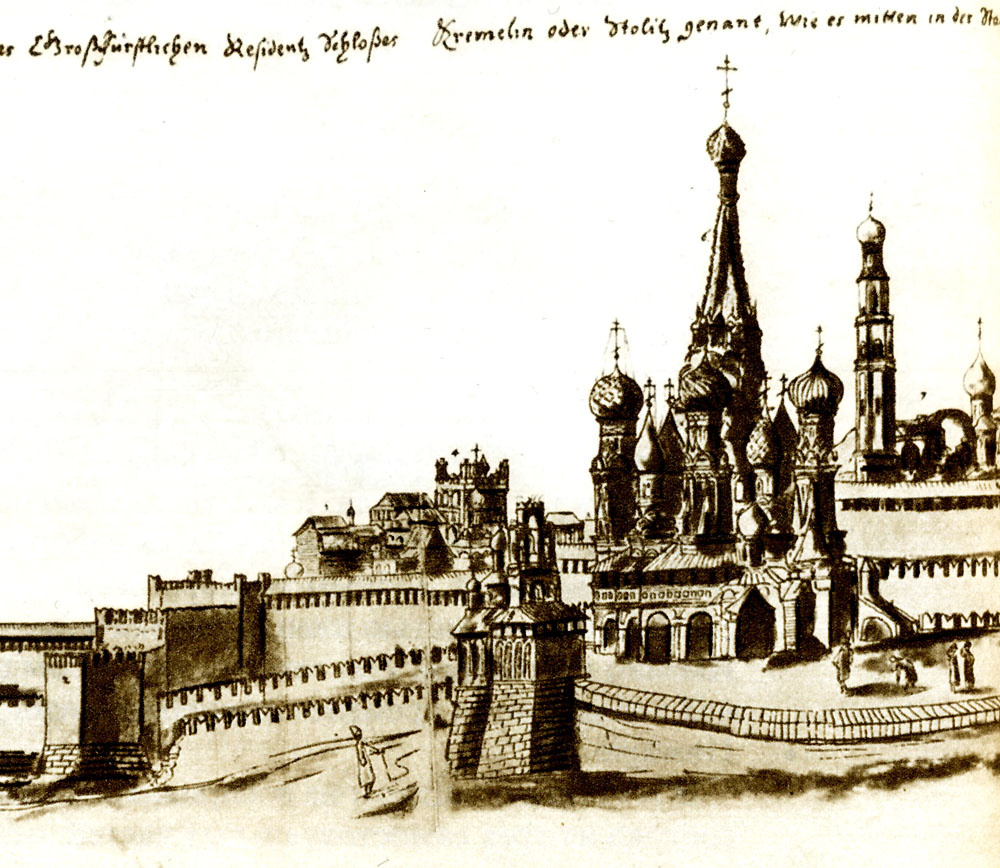
Gravura da catedral em 1660.

Pertencente à Igreja Ortodoxa Russa, a catedral teve sua construção ordenada pelo Czar Ivan o Terrível para comemorar a conquista de Kazan, que realizou entre 1555 a 1561. Em 1588 o Czar Fiodor Ivanovich ordenou que se agregasse uma nova capela no lado leste da construção, sobre a tumba de São Basílio, o Bem-aventurado, santo por cujo nome foi chamada popularmente a catedral.
São Basílio se encontra no extremo sudeste da Praça Vermelha, justamente à frente da Torre Spasskaya do Kremlin. Não sendo muito grande, consiste de 9 pequenas capelas construídas.
Num jardim à frente a igreja há um estátua de bronze, erguida em honra a Dmitry Pozharsky e Kuzma Minin, que reuniram voluntários para o exército que lutou contra os invasores polacos durante o período conhecido como Tempos de Dificuldades.

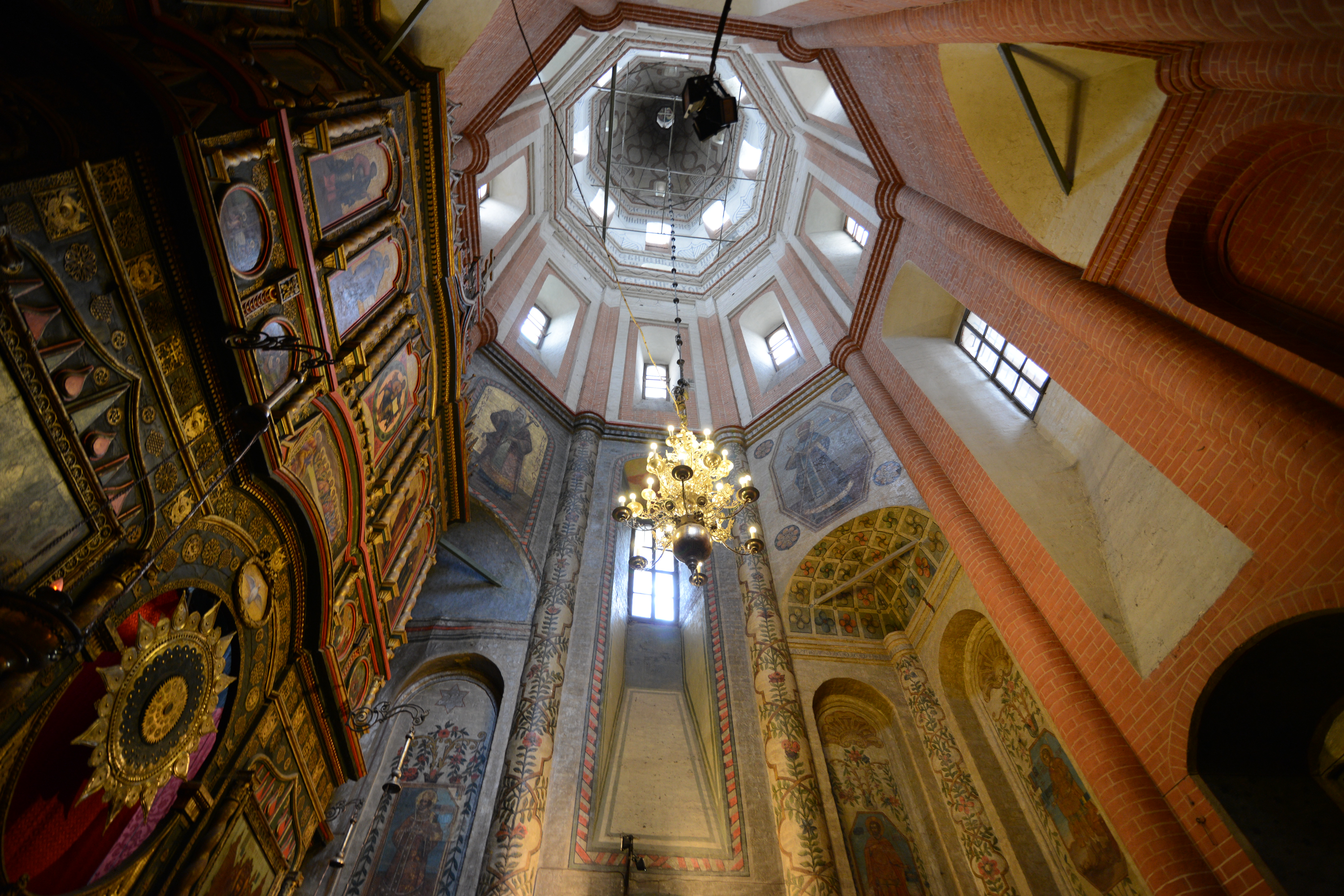
Interior da catedral.

O conceito inicial era construir um grupo de capelas, cada uma dedicada a cada um dos santos em cujo dia o Czar ganhou uma batalha, mas a construção de uma torre central unifica estes espaços em uma só catedral. A lenda fala que o Czar Ivan deixou cego o arquitecto Postnik Yakovlev, para evitar que construísse uma construção mais magnífica para mais alguém.
A Catedral de São Basílio não deve ser confundida com o Kremlin de Moscovo, que está situado na Praça Vermelha, mesmo local onde a Catedral de São Basílio está situada.